# 속리산로
속리산로(Songnisan-ro)는 충북 보은군 보은읍 누청리 말티삼거리와 경상북도 상주시 화북면 중벌리 용화교 북단 충청북도 괴산군 경계를 잇는 도로이다. 본래 전 구간 국도 제37호선에 속했으나 2008년 11월 17일 속리터널이 개통되면서 일부 구간이 이설되었다.

## 연혁
- 2008년 11월 17일 : 보은군 보은읍 누청리 ~ 속리산면 중판리 6.94km 구간 확장 개통으로 인해 기존 12.11 km 구간 폐지[1]
- 2009년 7월 10일 : 2개 이상 시·도에 걸쳐 있는 도로로 속리산로를 고시[2]

## 주요 경유지
충청북도
- 보은군 (보은읍 · 장안면 · 속리산면 · 산외면)

경상북도
- 상주시 화북면

## 노선
| 이름           | 접속 노선                        | 소재지     | 소재지                    | 비고                           |
| -------------- | -------------------------------- | ---------- | ------------------------- | ------------------------------ |
| 말티삼거리     | 국도 제25호선 (보청대로) 누청1길 | 보은군     | 보은읍                    |                                |
| 수리재고개     |                                  | 보은군     | 보은읍                    |                                |
| 장안면         |                                  | 보은군     |                           |                                |
| (오창)         | 오창길                           | 보은군     |                           |                                |
| 목고개         |                                  | 보은군     |                           |                                |
| 장재삼거리     | 장재로                           | 보은군     |                           |                                |
| 장재교         |                                  | 보은군     |                           |                                |
| 말티재         |                                  | 보은군     | 생태통로 연장 80m         |                                |
| 말티재         | 속리산면                         | 보은군     | 생태통로 연장 80m         |                                |
| 갈목삼거리     | 지방도 제505호선 (비룡동관로)    | 보은군     | 지방도 제505호선 구간     |                                |
| 상판삼거리     | 법주사로                         | 보은군     | 지방도 제505호선 구간     |                                |
| 상판교         | 상판길                           | 보은군     | 지방도 제505호선 구간     |                                |
| 중판교         |                                  | 보은군     | 지방도 제505호선 구간     |                                |
| 중판삼거리     | 국도 제37호선 (동학로)           | 보은군     | 지방도 제505호선 구간     |                                |
| 중판삼거리     | 국도 제37호선 (동학로)           | 보은군     | 국도 제37호선 구간        |                                |
| 하판교         | 문화마을길 하판1길               | 보은군     |                           |                                |
| (하판)         | 하판2길                          | 보은군     |                           |                                |
| (북암리)       | 북암1길 북암2길                  | 보은군     |                           |                                |
| (부수동)       | 부수동길                         | 보은군     |                           |                                |
| (백현)         | 백현길                           | 보은군     |                           |                                |
| (백석2리)      | 은점길                           | 보은군     | 산외면                    |                                |
| 백석2교        |                                  | 보은군     | 산외면                    |                                |
| 백석삼거리     | 내북산외로                       | 보은군     | 산외면                    |                                |
| 백석1교 장갑교 |                                  | 보은군     | 산외면                    |                                |
| 장갑삼거리     | 지방도 제575호선 (산외로)        | 보은군     | 산외면                    |                                |
| (장갑1리)      | 남악3길                          | 보은군     | 산외면                    |                                |
| (신정리)       | 신정길                           | 보은군     | 산외면                    |                                |
| (대원리)       | 대원길                           | 보은군     | 산외면                    |                                |
| 활목고개       |                                  | 보은군     | 산외면                    |                                |
| 상주시         | 화북면                           |            |                           |                                |
| 상주시         | 화북면                           | (생태통로) |                           | 국도 제37호선 구간 연장 약 40m |
| 상주시         | 화북면                           | (화평)     | 운흥2길                   | 국도 제37호선 구간             |
| 상주시         | 화북면                           | 용화삼거리 | 지방도 제997호선 (용화로) | 국도 제37호선 구간             |
| 상주시         | 화북면                           | (벌뜰)     | 중벌1길                   | 국도 제37호선 구간             |
| 상주시         | 화북면                           | (중벌)     | 운흥3길                   | 국도 제37호선 구간             |
| 상주시         | 화북면                           | 용화교     |                           | 국도 제37호선 구간             |
| 괴산로와 직결  |                                  |            |                           |                                |

## 주요 건물 및 시설
- 보은전통공예체험학교 (충청북도 보은군 보은읍 속리산로 34)
- 국립속리산말티재자연휴양림 (충청북도 보은군 장안면 속리산로 256)
- 속리산숲체험휴양마을 (충청북도 보은군 속리산면 속리산로 596)
- 솔향공원 소나무홍보전시관 (충청북도 보은군 속리산면 속리산로 600)
- 수정초등학교 법주분교 (폐교, 충청북도 보은군 속리산면 속리산로 743)
- 수정초등학교 북암분교 (폐교, 충청북도 보은군 속리산면 속리산로 1220-6)
- 장갑2리마을회관 (충청북도 보은군 산외면 속리산로 1735-5)
- 산외초등학교 장갑분교 (폐교, 충청북도 보은군 산외면 속리산로 1770)
- 충북알프스자연휴양림 (충청북도 보은군 산외면 속리산로 1880)